# Традо
Тра́до или Тра́дов (нем. Trado; в.-луж. Tradow) — деревня в Верхней Лужице, Германия. Входит в состав коммуны Ослинг района Баутцен в земле Саксония. Подчиняется административному округу Дрезден.

## География
Находится в южной части района Лужицких озёр на юго-восток от административного центра коммуны Ослинга на восточном берегу пруда Вульки-Гат.
Соседние населённые пункты: на северо-востоке — деревня Сульшецы (входит в городские границы города Виттихенау), на юго-востоке — деревня Шунов коммуны Ральбиц-Розенталь, на западе — деревня Дебрицы и на северо-западе — деревня Скасков.

## История
Впервые упоминается в 1374 году под наименованием Matei Tradow.
До 1969 года была центром одноимённой коммуны, с 1969 по 1994 года входила в коммуну Скаска-Дёбра. С 1994 года входит в состав современной коммуны Ослинг.
Исторические немецкие наименования
- Matei Tradow, 1374
- Tradaw, 1383
- Tradow, 1419
- Tradaw, 1519
- Dradaw, 1529
- von Trade, 1590
- Trado, 1658
- Trado, 1791

## Население
Согласно статистическому сочинению «Dodawki k statisticy a etnografiji łužickich Serbow» Арношта Муки в 1884 году в деревне проживало 96 человек (из них — 96 серболужичан (100 %)).
Лужицкий демограф Арношт Черник в своём сочинении «Die Entwicklung der sorbischen Bevölkerung» указывает, что в 1956 году при общей численности в 112 человек серболужицкое население деревни составляло 33 % (из них верхнелужицким языком владело 28 взрослых и 9 несовершеннолетних).
| 1834 | 1871 | 1890 | 1910 | 1925 | 1939 | 1946 | 1950 | 1964 | 2011 |
| ---- | ---- | ---- | ---- | ---- | ---- | ---- | ---- | ---- | ---- |
| 106  | 107  | 86   | 120  | 109  | 101  | 108  | 130  | 99   | 69   |